# Sarcoglottis neglecta
Sarcoglottis neglecta är en orkidéart som beskrevs av Eric Alston Christenson. Sarcoglottis neglecta ingår i släktet Sarcoglottis och familjen orkidéer. Inga underarter finns listade i Catalogue of Life.